# Lichenophanes tristis
Lichenophanes tristis är en skalbaggsart som först beskrevs av Olof Immanuel von Fåhraeus 1871.  Lichenophanes tristis ingår i släktet Lichenophanes och familjen kapuschongbaggar. Inga underarter finns listade i Catalogue of Life.